# ワシリー・ミトロヒン
ワシリー・ミトロヒン（Vasili Nikitich Mitrokhin 1922年3月3日 - 2004年1月23日）は、元ソビエト連邦のソ連国家保安委員会（KGB)の元幹部要員である。ソビエト連邦の崩壊後の1992年4月に大量の旧KGBの極秘文書とともにイギリスに亡命した。これらの極秘文書は後にケンブリッジ大学の教授クリストファー・アンドリューと共に分析しMitrokhin Archives（ミトロヒン文書）として発表された。この文書には、旧KGBが西側諸国で行っていたスパイ行為が赤裸々に綴られており、西側諸国に衝撃を与えた。

## 生い立ち
ミトロヒンはロシア、リャザン県で1922年に生まれた。カザフの大学で法律と歴史の学位を取得した。

## 経歴

### 諜報活動
第二次世界大戦後の1948年より、ウクライナ・ソビエト社会主義共和国の国務省（MGB)で対外諜報活動を始める。1950年代には諸外国で潜入諜報活動を始める。1956年にはメルボルンオリンピックでソ連チームに同行しオーストラリアで諜報活動を行った。その後ミトロヒンは、現場からデスクワークの文書管理業務を行う。

### 幻滅
ミトロヒンはニキータ・フルシチョフによるスターリン批判が行われる頃にソ連の体制に幻滅を抱くようになる。英国放送協会（BBC）やボイス・オブ・アメリカに触れる機会のあった彼は、ソ連のプロパガンダと現実の溝に気付き始めたからである。1972年から1984年の間、彼はルビヤンカのKGBの書庫官として働くが、その間、重要な機密文書のコピーやメモを後のために集めており、1985年に引退した。

### 亡命
ソビエト連邦崩壊後の1992年にラトビアを旅行中に、いくつかの機密文書のコピーを持ってリガのアメリカ大使館に接触する。当初、その信憑性を疑われたが、イギリスが彼の亡命を受け入れ、イギリス情報局秘密情報部（MI6）が協力して彼の家に保管された25,000ページにもわたる大量の文書の運び出しに成功した。

## 著書

### 共著
- Andrew, Christopher, Vasili Mitrokhin (1999) The Mitrokhin Archive: The KGB in Europe and the West. Allen Lane. ISBN 0-7139-9358-8.
- Andrew, Christopher, Vasili Mitrokhin (2005). The Mitrokin Archive II KGB and the World. Allen Lane. ISBN 0-7139-9359-6.

## 外部参照リンク
- ミトロヒン文書とレフチェンコ・メモで解読するKGBの対日工作 - ウェイバックマシン（2016年6月22日アーカイブ分）